# بين ديفيدسون (ممثل)
بين ديفيدسون (بالإنجليزية: Ben Davidson)‏ هو لاعب كرة قدم أمريكية وممثل أمريكي، ولد في 14 يونيو 1940 في لوس أنجلوس في الولايات المتحدة، وتوفي في 3 يوليو 2012 في سان دييغو في الولايات المتحدة بسبب سرطان وسرطان البروستاتا.

## أعمال

### أفلام
- (1970) ماش[5]
- (1982) كونان البربري[6][7]

### مسلسلات
- أيام سعيدة

## وصلات خارجية
- بين ديفيدسون على موقع مرجع كرة القدم المحترفة.كوم (الإنجليزية)
- بين ديفيدسون على موقع IMDb (الإنجليزية)
- بين ديفيدسون على موقع ألو سيني (الفرنسية)
- بين ديفيدسون على موقع أول موفي (الإنجليزية)
- بين ديفيدسون على موقع قاعدة بيانات الأفلام السويدية (السويدية)
- بين ديفيدسون على موقع قاعدة بيانات الفيلم (الإنجليزية)
- بين ديفيدسون على موقع كينوبويسك (الروسية)